# Santa Maria de Palamós
Santa Maria de Palamós, també coneguda com a Santa Maria del Mar, és una església catòlica romana que es troba a Palamós (Baix Empordà). És la principal església parroquial de la localitat i es considera l'edifici més antic de la població. Pertany al Bisbat de Girona i és una figura inclosa a l'Inventari del Patrimoni Arquitectònic de Catalunya.

## Descripció

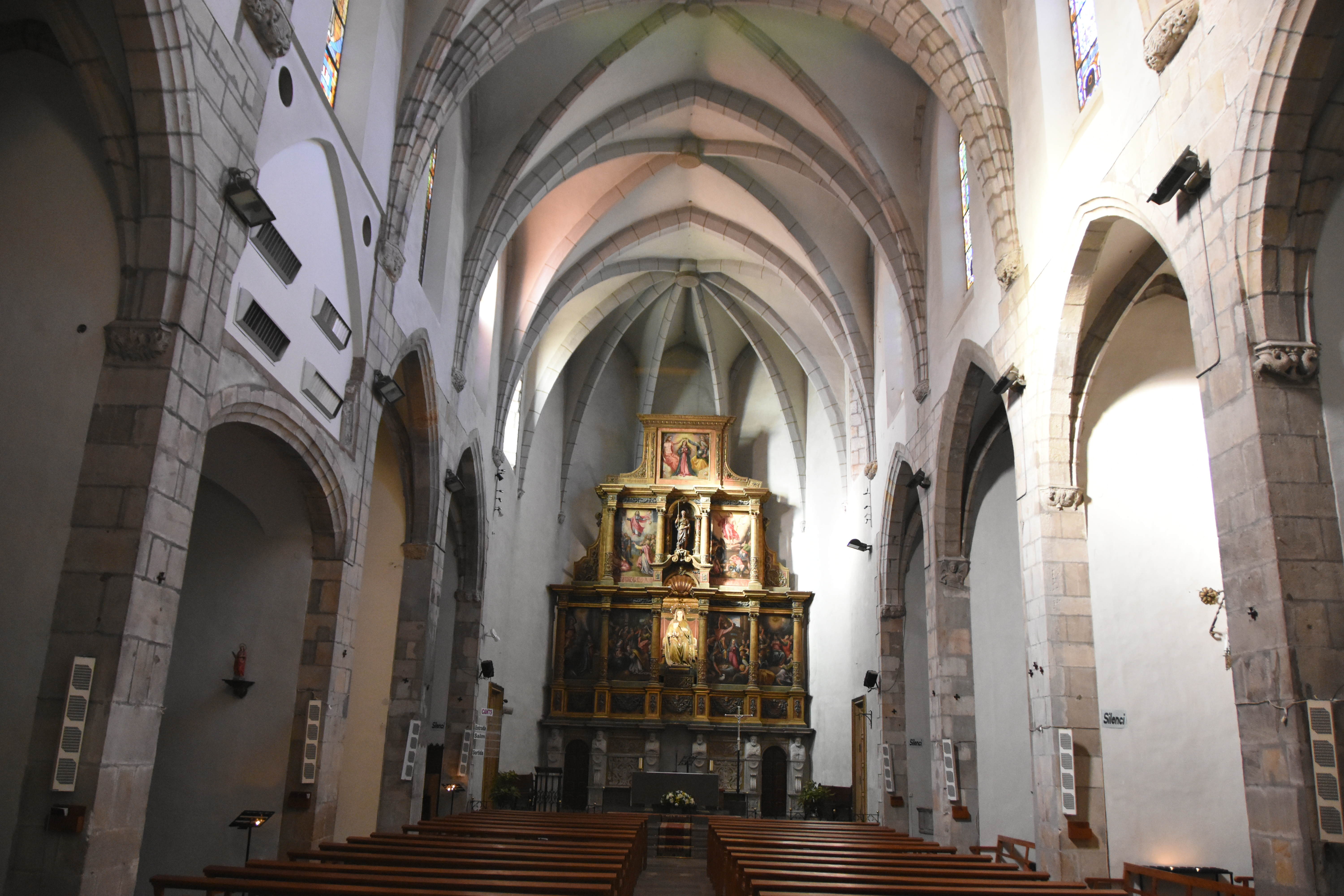
Interior de l'església

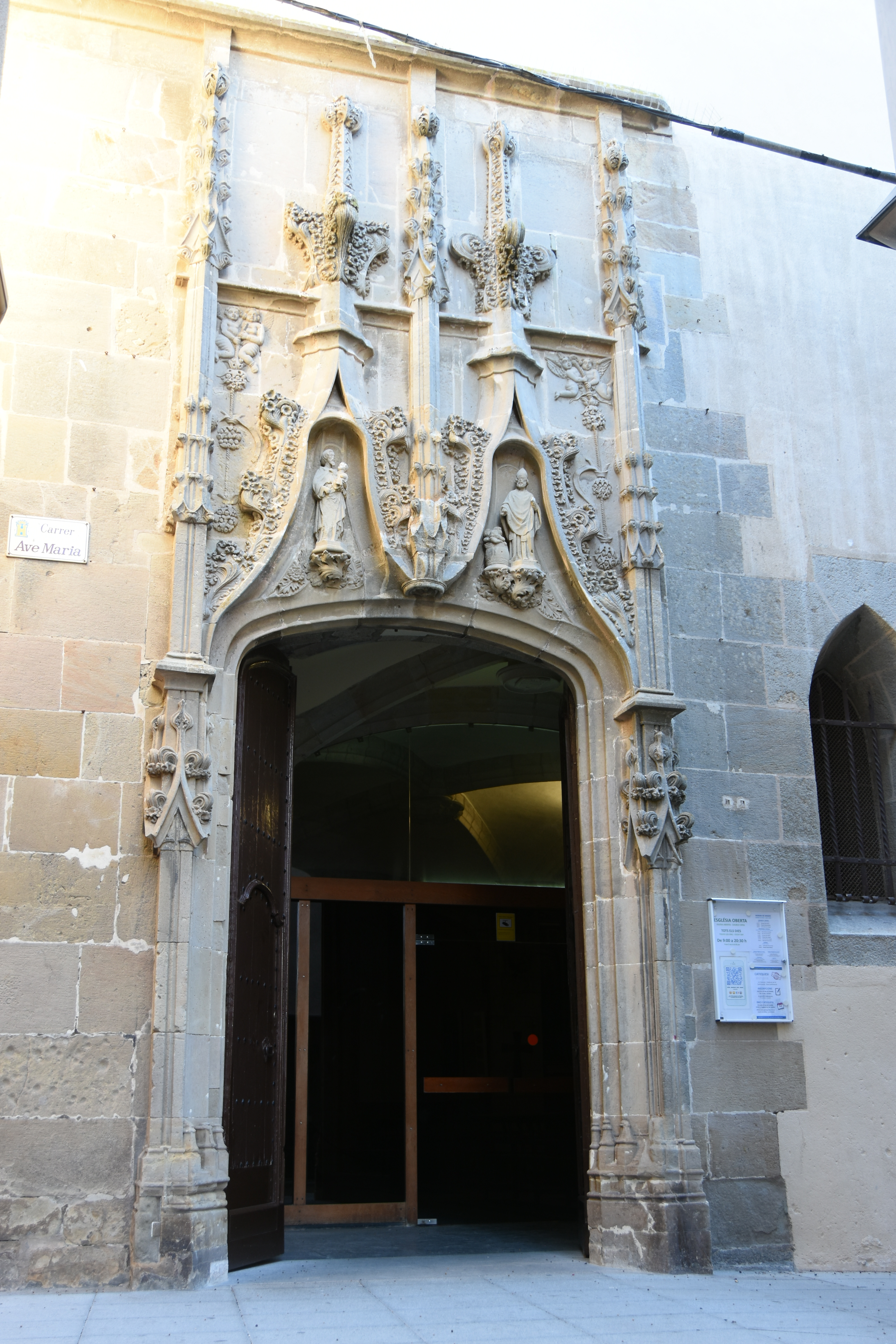
Portada del segle XVI

És un edifici d'una sola nau, de 5 trams, amb capçalera poligonal (semicircular a l'exterior) i cobert amb volta de creueria. Té capelles laterals a banda i banda de la nau (tres per banda). Presenta les característiques típiques de les esglésies catalanes del gòtic tardà.
Als peus de la nau hi ha un cor alt, suportat per una volta d'arc rebaixat la clau de la qual representa l'evangelista Lluc.
A la banda esquerra de la nau hi ha l'anomenada "Capella Fonda" coberta amb cúpula, construïda en època barroca (1779) i renovada a la segona meitat del segle XX
A la capella fonda s'hi exposa el notable tresor de la parròquia, constituint un petit museu d'art sacre dedicat a la memòria de mossèn Pau Camós. Hi destaquen la custòdia (segle xvi), una creu processional, també del segle xvi, i dues imatges d'argent del segle xvii, una que representa la Mare de Déu del Roser i l'altra Sant Joan baptista.
El retaule de l'altar major, encara que fou en part destruït a la Guerra Civil, conserva dos elements originals del final del segle XVI: el bancal de 1580, construït pel mestre imaginaire Joan Ballester, i set caselles pintades pel pintor renaixentista Isaac Hermes Vermei d'Utrecht (1594-95).
El frontis, orientat a migdia, té una porta adovellada d'arc rebaixat i a sobre un rosetó senzill sense decorar. Just a sobre hi ha haver (des de 1982) la imatge de Ntra. Sra. de Gràcia, barroca, en pedra, procedent del desaparegut convent dels agustins i actualment exposada al centre d'interpretació del patrimoni de l'Església del Carme. A la dreta una mena de torre que conté l'escala d'accés al cor. Seguidament s'alça el campanar de planta quadrada que es va aixecar aprofitant l'antiga Torre del Consell. Consta de dos pisos amb arcades de punt rodó, costat sud i nord, i obertures geminades en els altres costats. Sobresurt pel seu característic coronament apiramidat.
Els seus murs han estat coberts d'arrebossat i pintats de blanc tant a l'interior com a l'exterior exceptuant les cantonades a on la pedra és de millor qualitat.
Juntament amb el retaule major, el tresor exposat a la capella fonda i la silueta del campanar, un altre element d'interès en aquesta església és la bonica portada d'estil gòtic tardà que es troba a un costat, a la part baixa del campanar. Data de les primeres dècades del segle xvi i s'atribueix al mestre de cases occità Tomàs Barça, que entre 1521 i 1525 intervenia en la construcció de l'església de Palamós. La porta és d'arc rebaixat, està flanquejada per dues pilastres d'ornament floral i coronada amb pinacles i florons contenint les figures de Sant Josep i Sant Nicolau (de factura posterior) i dues parelles d'àngels.

## Història
L'any 1334 Alfons III cedeix els terrenys per bastir una capella dedicada a Sta. Maria depenent de la parròquia de Sta. Eugènia de Vilarromà. El bisbat de Girona dona permís per ampliar la capella (1371). El 1428 es segrega de Santa Eugènia i esdevé parròquia independent. A continuació comença la construcció del temple actual (1439). L'any 1441 el bisbe Bernat de Pau atorga indulgències per acabar el temple, i en l'atac otomà de 1543 per Khair ed-Din Barba-rossa fou malmesa. Al segle xvi es renova notablement i es fa la portada lateral d'estil gòtic tardà. Galceran de Requesens, primer comte de Palamós, va ser enterrat en aquesta església (la tomba es realitzà entre 1508-10 i s'ha perdut). Dues naus angleses també van malmetre l'edifici el 1742. La "Capella Fonda" es construeix l'any 1779. A principis del segle XX s'aixeca un altre pis al campanar-
Amb la guerra civil l'església sofreix desperfectes que no seran reconstruïts fins al 1942. El 1960 van ser beneïdes unes noves campanes. El 1981 es va emblanquinar la façana i es va col·locar, per iniciativa del rector, la imatge barroca de Nostra Senyora de Gràcia restaurada, que prové del convent dels agustins, sobre la porta substituint una Verge de Montserrat. Aquesta imatge es troba actualment a la Capella del Carme.